# Monsonia nivea
Monsonia nivea är en näveväxtart som först beskrevs av Joseph Decaisne, och fick sitt nu gällande namn av Joseph Decaisne och Philip Barker Webb. Monsonia nivea ingår i släktet hottentottnävor, och familjen näveväxter.

## Underarter
Arten delas in i följande underarter:
- M. n. intermedia
- M. n. villosa